# Cirrhilabrus adornatus
Cirrhilabrus adornatus là một loài cá biển thuộc chi Cirrhilabrus trong họ Cá bàng chài. Loài này được mô tả lần đầu tiên vào năm 1998.

## Từ nguyên
Tính từ định danh adornatus trong tiếng Latinh mang nghĩa là "được tô điểm, trang trí", hàm ý đề cập đến các vệt đỏ tươi trên cơ thể và vây lưng của loài cá này.

## Phạm vi phân bố và môi trường sống
C. adornatus là một loài đặc hữu của Indonesia, và hiện chỉ được tìm thấy tại bờ tây đảo Sumatra và quần đảo Mentawai, gần các rạn san hô trên nền cát và đá vụn ở độ sâu khoảng 10–30 m.

## Mô tả
Chiều dài lớn nhất được ghi nhận ở C. adornatus là 6,5 cm. Cá cái màu đỏ tươi, trắng ở bụng và dưới đầu; mõm phớt màu vàng; một đốm đen lớn nổi bật trên cuống đuôi; mống mắt màu đỏ cam. Cá đực có màu hồng nhạt đến hơi trắng với hai vệt đỏ ở thân trước, cũng như một vệt đỏ trên vây lưng, trừ phía sau của vây (một số cá thể có một hàng đốm đen nhỏ ở giữa vây).
Cá đực mùa sinh sản có màu vàng lục. nhưng ửng đỏ ở cuống đuôi và vây đuôi. Vây hậu môn và vây lưng chuyển sang màu trắng, và một đốm đỏ thẫm xuất hiện ở vây lưng. Các vệt đỏ đặc trưng ở lưng lại chuyển sang màu trắng.
Số gai ở vây lưng: 11; Số tia vây ở vây lưng: 9; Số gai ở vây hậu môn: 3; Số tia vây ở vây hậu môn: 9; Số tia vây ở vây ngực: 14–15; Số gai ở vây bụng: 1; Số tia vây ở vây bụng: 5.

## Phân loại học
C. adornatus có quan hệ họ hàng rất gần với Cirrhilabrus lubbocki và Cirrhilabrus flavidorsalis. Cá cái của ba loài này có kiểu hình rất giống nhau đến khó mà phân biệt được. Việc xác định cá cái của loài nào thường được quan sát dựa vào sự xuất hiện của cá đực trong bầy nếu chúng có cùng phạm vi phân bố.

## Thương mại
C. adornatus được thu thập trong ngành buôn bán cá cảnh, và được bán với giá 40 USD một con tại Hoa Kỳ.